# Kraven Łowca (film)
Kraven Łowca (oryg. Kraven the Hunter) – amerykański film akcji z 2024 roku na podstawie serii komiksów o postaci o tej samej nazwie wydawnictwa Marvel Comics. Jego reżyserem był J.C. Chandor, a scenarzystami Art Marcum, Matt Holloway i Richard Wenk. Tytułową rolę gra Aaron Taylor-Johnson, a obok niego w głównych rolach wystąpili: Fred Hechinger, Ariana DeBose, Christopher Abbott, Alessandro Nivola i Russell Crowe.
Film ten jest piątą produkcją należącą do franczyzy Sony’s Spider-Man Universe. W Polsce Kraven Łowca zadebiutował 13 grudnia 2024 roku.

## Obsada
- Aaron Taylor-Johnson jako Sergei Kravinoff / Kraven the Hunter[1]
- Fred Hechinger jako Kameleon[2]
- Ariana DeBose jako Calypso[3]
- Christopher Abbott jako Foreigner[4]

W filmie wystąpili także Alessandro Nivola i Russell Crowe.

## Produkcja

### Rozwój projektu
W grudniu 2013 roku Sony Pictures poinformowało o planach na stworzenie wspólnego uniwersum, podobnego do Filmowego Uniwersum Marvela i opartego na postaciach Marvel Comics, do których studio posiada prawa. W czerwcu 2017 roku pojawiła się informacja, że jednym z projektów studia może być film o Kravenie Łowcy. W sierpniu 2018 roku Richard Wenk został zatrudniony do napisania scenariusza filmu Kraven the Hunter. Wenk chciał, aby film wyreżyserował Antoine Fuqua, z którym pracował przy filmie Bez litości (2014) i jego kontynuacją. 
W sierpniu 2020 roku ujawniono, że Art Marcum i Matt Holloway pracowali nad scenariuszem. Poinformowano wtedy również, że J.C. Chandor rozpoczął negocjacje ze studiem dotyczące stanowiska reżysera, a Matt Tolmach i Avi Arad zostali producentami filmu. W maju 2021 roku potwierdzono, że Chandor zajmie się reżyserią oraz wyznaczono datę amerykańską datę premiery filmu na 13 stycznia 2023 roku. We wrześniu 2022 roku została ona przesunięta na 6 października 2023 roku. W lipcu 2023 roku studio zdecydowało o opóźnieniu premiery filmu ustalając datę amerykańskiej premiery na 30 sierpnia 2024 roku. Natomiast w kwietniu 2024 roku zadecydowano o dalszym opóźnieniu premiery filmu, wyznaczając ja na 13 grudnia 2024 roku.

### Casting
W maju 2021 roku Aaron Taylor-Johnson został obsadzony w tytułowej roli. Aktor podpisał kontrakt ze studiem na kilka filmów. Do roli Kravena rozważani byli również Brad Pitt, Keanu Reeves, John David Washington i Adam Driver. W lipcu pojawiła się informacja, że Jodie Turner-Smith prowadzi rozmowy odnośnie do roli ukochanej Kravena, Calypso. W październiku Tom Holland ujawnił, że rozmawiał z Amy Pascal na temat swojego udziału w roli Spider-Mana w filmie. 
W lutym 2022 roku do obsady dołączył Russell Crowe i Fred Hechinger jako Kameleon. W tym samym miesiącu Kodi Smit-McPhee poinformowano, że otrzymał propozycję zagrania Kameleona, jednak odmówił z powodu innych zobowiązań zawodowych. W marcu do obsady dołączyli: Ariana DeBose jako Calypso, Christopher Abbott jako Foreigner i Alessandro Nivola. W tym samym miesiącu ujawniono, że Taylor-Johnson przygotowywał się fizycznie do roli przez kilka tygodni pod Londynem.

### Zdjęcia
Zdjęcia do filmu rozpoczęły się 20 marca 2022 roku w Londynie. Odpowiadał za nie Ben Davis.

## Wydanie
Premiera filmu Kraven Łowca w Stanach Zjednoczonych i w Polsce została zaplanowana na 13 grudnia 2024 roku. Początkowo była ona zaplanowana na 13 stycznia, a następnie na 6 października 2023 i 30 sierpnia 2024 roku.